# باشگاه فوتبال روورز اف سی
باشگاه فوتبال روورز اف سی یک باشگاه فوتبال در شهر ددیدو در کشور گوام می‌باشد که در لیگ برتر فوتبال گوام بازی می‌کند.